# Triadisierung
Der Begriff der Triadisierung wird häufig von Kritikern des Begriffs Globalisierung verwendet, um in der politikwissenschaftlichen Auseinandersetzung das Phänomen der Globalisierung auf seine wesentlichen drei Akteure zu reduzieren und damit zu unterstreichen, dass Globalisierung im eigentlichen Sinne nicht stattfindet. 
In diesem Zusammenhang wird auch der Begriff Rumpfglobalisierung verwendet.
Dabei handelt es sich bei der sogenannten Triade um die nordamerikanischen, europäischen und ostasiatischen Volkswirtschaften, die als die herrschenden Triebkräfte des Welthandels gesehen werden und diesen durch interregionale Zusammenarbeit gleichzeitig ausbauen und gegen Dritte abschotten.
Ein wesentlicher Aspekt dieser Betrachtungsweise ist die Annahme, dass Entwicklungs- und Schwellenländer so von der Globalisierung und eventuellen Profiten, die sich aus dieser ergeben, ausgeschlossen sind bzw. sogar noch durch die genannten Industrienationen ausgebeutet werden, um deren Profit zu steigern. Diese Annahme ist allerdings nur zum Teil korrekt, da zumindest Länder wie China und Indien sowie einige ASEAN-Staaten in besonderer Weise von der Globalisierung profitiert haben. 
Im Weiteren beschränkt sich die Triadisierung nicht nur auf den ökonomischen Sektor, sondern bezieht sich auch auf kulturelle und soziale Bereiche.
So entsteht in der Wahrnehmung der Menschen eines bestimmten Kulturkreises der Triade eine gewisse Wir-Wahrnehmung, die sich gleichzeitig in einer Ablehnung gegenüber den anderen beiden Kulturkreisen der Triade kanalisiert.
Kulturen außerhalb der Triade werden gleichzeitig an den Rand gedrängt und drohen auszusterben. Hier überschneidet sich der Begriff der Triadisierung teilweise mit dem eines neoliberalen Kulturimperialismus.